# 너와 나 (만화)
너와 나(일본어: 君と僕。 기미토보쿠[*])는 홋타 기이치의 청춘 개그 만화 작품이다. 2003년 2월호부터 2022년 4월호까지 연재되었다. 2011년 10월부터 12월까지 텔레비전 애니메이션 제 1기가 방송되었고, 2012년 4월부터 6월까지 제 2기가 방송됐다.